# Pers (Cantal)
Pers ist eine Ortschaft im französischen Département Cantal in der Region Auvergne-Rhône-Alpes. Die bis zum 1. Januar 2016 bestehende Gemeinde gehörte zum Kanton Saint-Paul-des-Landes und zum Arrondissement Aurillac. Sie wurde durch ein Dekret vom 4. Dezember 2015 mit Le Rouget zur Commune nouvelle Le Rouget-Pers zusammengelegt. Seither ist sie eine Commune déléguée. 
Nachbarorte sind La Ségalassière im Westen, Saint-Gérons im Nordwesten, Saint-Étienne-Cantalès im Norden, Lacapelle-Viescamp im Nordosten, Sansac-de-Marmiesse im Osten, Omps im Südosten, Le Rouget im Süden und Roumégoux im Südwesten.

## Bevölkerungsentwicklung
| Jahr      | 1962 | 1968 | 1975 | 1982 | 1990 | 1999 | 2008 |
| --------- | ---- | ---- | ---- | ---- | ---- | ---- | ---- |
| Einwohner | 361  | 327  | 266  | 244  | 209  | 234  | 297  |